# Microrregión del Valle del Ipanema
Está formada por 6 municipios, siendo Águas Belas y Buíque los más poblados. Tiene clima semiárido y un área de 5274 km². La economía principal es la ganadería extensiva y plantaciones de subsistencia.

## Municipios
- Águas Belas (Pernambuco)
- Buíque
- Itaíba
- Pedra (Pernambuco)
- Tupanatinga
- Venturosa